# Kamendaka pulcher
Kamendaka pulcher är en insektsart som beskrevs av Van Stalle 1984. Kamendaka pulcher ingår i släktet Kamendaka och familjen Derbidae. Inga underarter finns listade i Catalogue of Life.